# Фогель, Ханс-Йохен
Ханс-Йохен Фогель (нем. Hans-Jochen Vogel; 3 февраля 1926, Гёттинген — 26 июля 2020) — немецкий политический и общественный деятель.

## Биография
В 1943 году окончил школу в Гессене, после чего был призван в вермахт, где служил в качестве кадетского офицера до конца Второй мировой войны. Был шарфюрером гитлерюгенда. В конце войны попал в плен к американцам.
С 1946 по 1948 год изучал право в Марбургском университете имени Филиппа и Мюнхенском университете Людвига-Максимилиана.
В период 1960—1972 годах был обер-бургомистром Мюнхена.
После парламентских выборов 1972 года стал федеральным министром регионального планирования, строительства и городского развития.
В 1974—1981 годах федеральный министр юстиции.
В январе 1981 года был избран правящим бургомистром Западного Берлина, но проиграл выборы в июне того же года Рихарду фон Вайцзеккеру.
С июня 1981 по 1983 год возглавлял парламентскую фракцию СДПГ в земельном парламенте Берлина.
На выборах 6 марта 1983 года был кандидатом от СДПГ на пост канцлера против Гельмута Коля. Он проиграл выборы, но несмотря на поражение, становится депутатом федерального парламента и возглавляет фракцию СДПГ в Бундестаге.
В 1987 году Вилли Брандт, занимавший с 1964 должность председателя СДПГ, уходит в отставку. Пост председателя партии до 1991 года также занимает Фогель.
В 1991 году подал в отставку с обоих постов. СДПГ возглавил Бьёрн Энгхольм, а парламентскую группу — Ханс-Ульрих Клозе.
В 1993—2000 годах — один из соучредителей и председатель Ассоциации «Против забвения — за демократию», выступающей против антисемитизма и социального экстремизма.
В сентябре 2000 года — член комиссии по иммиграционной политике при министерстве внутренних дел.
С 2001 по 2005 год — член Национального совета по этике, член непрофессиональной судебной комиссии конституционного суда Баварии.
Почётный президент Социалистического интернационала.

## Семья
Ханс-Йохен Фогель является старшим братом политика от ХДС Бернхарда Фогеля.